# Museu Nacional da Música
O Museu Nacional da Música é um museu nacional português localizado no presente em Lisboa e dedicado à música, possuindo uma das mais importantes coleções de instrumentos da Europa. Alguns destes instrumentos estão classificados como Tesouros Nacionais, como é o caso do Violoncelo Stradivarius Chevillard-Rei de Portugal, do Cravo Antunes ou do Cravo de Pascal Taskin.
Além de instrumentos musicais, os visitantes podem encontrar no Museu documentos, fonogramas e iconografia. O Museu Nacional da Música possui também um Centro de Documentação e acolhe uma vasta programação, com destaque para os concertos, as visitas temáticas e os ateliers.
O Museu Nacional da Música está instalado, desde 1994, no edifício da Estação Alto dos Moinhos do metropolitano de Lisboa, mas está prevista ser reinstalado por inteiro no Real Edifício de Mafra.
A 2 de outubro de 2023, o Museu Nacional da Música fechou as portas ao público, para preparar a mudança.

## Coleção Instrumental
O Museu Nacional da Música possui uma coleção de mais de mil instrumentos musicais dos séculos XVI a XX, sobretudo europeus, mas também africanos e asiáticos, de tradição erudita e popular. Grande parte do seu acervo provém das antigas coleções de Alfredo Keil, Michel’angelo Lambertini e Carvalho Monteiro.
Fazem parte da coleção instrumentos raros e de elevado valor histórico e organológico, de que são exemplo o piano Boisselot & Fils que Franz Liszt trouxe de França em 1845, a trompa de Marcel-Auguste Raoux, construída para Joaquim Pedro Quintela, 1.º conde de Farrobo, o violoncelo de António Stradivari, que pertenceu e foi tocado pelo rei D. Luís, o violoncelo de Henry Lockey Hill, pertença da violoncelista Guilhermina Suggia ou o cravo francês de Pascal Taskin construído a pedido do Rei Luís XVI, mais tarde pertença da Marquesa do Cadaval.
O Museu destaca-se também pela quantidade e qualidade de instrumentos de fatura portuguesa, entre eles o cravo de Joaquim José Antunes (Lisboa, 1758), as flautas transversais da família Haupt (XVIII-XIX) ou os clavicórdios setecentistas das oficinas lisboetas e portuenses.
Há também exemplares curiosos, como é o caso dos violinos de algibeira, das flautas bengala, da flauta de vidro, do melofone de Jean Louis Olivier Cossoul ou das trombetas marinhas.

## Coleção Iconográfica
O Museu Nacional da Música possui nas suas coleções vários exemplos de material iconográfico em cerâmica, desenho, escultura, fotografia, gravura, serigrafia e pintura.

Retrato de Luisa Todi por Élisabeth Vigée-Lebrun

A pintura engloba alguns óleos dos séculos XVI a XIX. Entre outros, podem ser apreciados a "Assunção da Virgem" de Gregório Lopes (século XVI); um retrato do compositor João Domingos Bomtempo (1814) pintado por Henrique José da Silva; um outro da mezzo-soprano Luísa Todi, da autoria de Marie Louise Elisabeth Vigée-Lebrun. Merecem ainda especial destaque as telas de José Malhoa, de 1903, consagrando Beethoven e a Música, e quatro medalhões do mesmo autor dedicados a Bach, Mozart, Schumann e Brahms.
Na escultura encontramos anjos músicos tocadores de alaúde (século XVIII), e um conjunto de putti de biscuit (séculos XIX / XX), tocando e dançando. No que diz respeito à fotografia, integram o acervo vários retratos de personalidades do meio musical da segunda metade do século XIX, princípios do século XX, como José Viana da Mota, Guilhermina Suggia ou Ferruccio Busoni.
Entre a cerâmica e o desenho, são de referir os pratos "ratinhos" de Coimbra, contendo representações de tocadores ou inscrições alusivas às práticas musicais, e um desenho da autoria de António Carneiro, representando Bernardo Valentim Moreira de Sá.
O Museu possui ainda cerca de 150 gravuras e serigrafias de figuras ligadas ao mundo do teatro e da música, como compositores como Marcos Portugal, instrumentistas como Liszt e cantores de ópera dos séculos XVIII e XIX como Adelina Patti, da autoria de gravadores célebres como Henri Thomassin ou Francesco Bartolozzi, entre outros.

## Coleção Documental

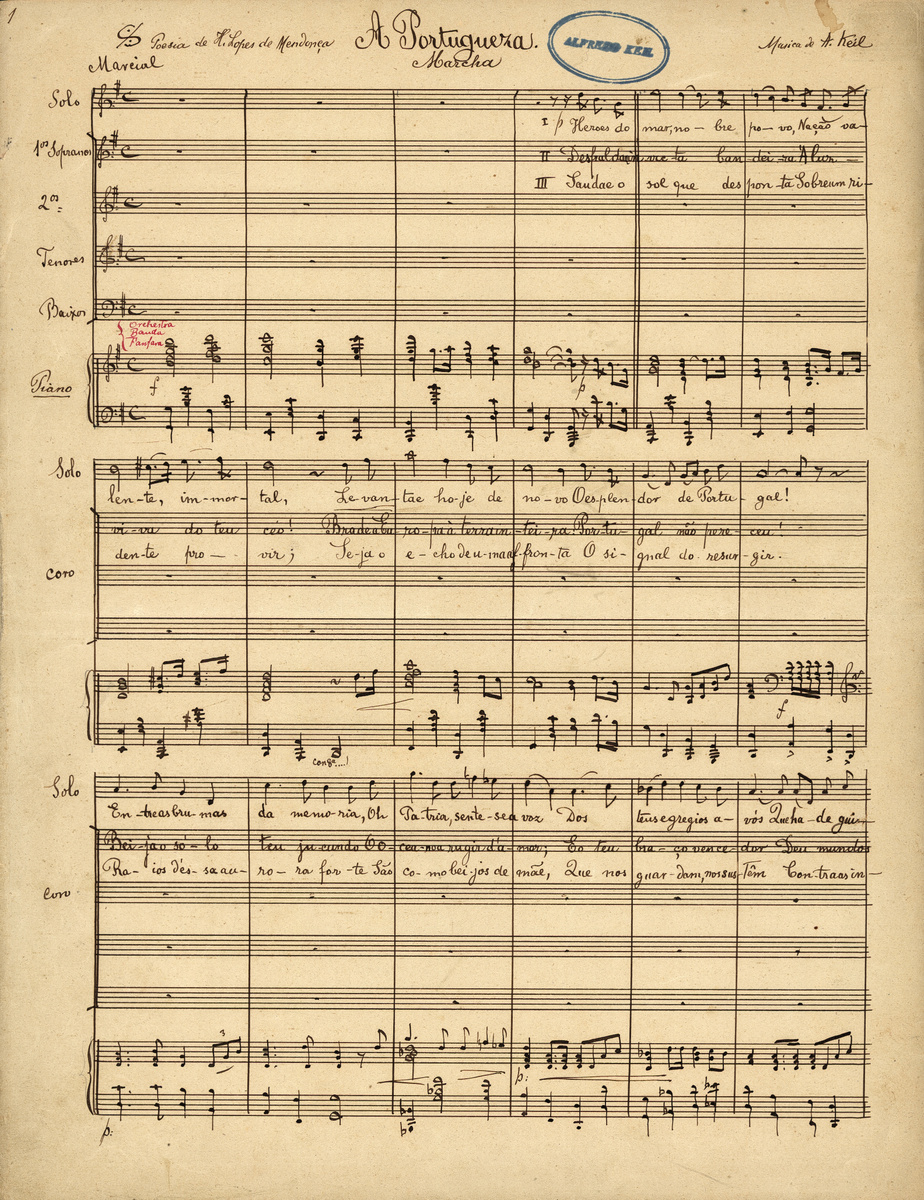
Partitura de A Portuguesa de Alfredo Kiel

O Museu Nacional da Música possui inúmeros documentos gráficos, entre os quais algumas centenas de partituras impressas e manuscritas dos séculos XIX e XX, peças de composição, excertos de teatro ligeiro e obras de autores como Fernando Lopes Graça, Armando José Fernandes, Cláudio Carneiro, José Viana da Mota, Óscar da Silva, entre muitos outros. 
De assinalar também as monografias e publicações periódicas sobre música e organologia, os libretos, os programas de concertos e as cartas de variadíssimas personalidades do meio musical, documentos que integram vários conjuntos, nomeadamente os espólios de Alfredo Keil; do seu colaborador e autor de obras de teatro ligeiro, Luís Filgueiras; de Michel'angelo Lambertini; Josefina Andersen; Pedro Prado; do cantor lírico Tomás Alcaide; do violinista Júlio Cardona e do seu pai Ferreira da Silva; das pianistas Ella Eleanore Amzel e Campos Coelho e do maestro José de Sousa.

## História
A história do Museu Nacional da Música remonta ao início do século XX e espraia-se ao longo dos anos, num percurso atribulado que levaria a coleção de espaço em espaço até à instalação na estação do metropolitano Alto dos Moinhos, onde funciona desde 1994.

### 1911-1931 - O museu instrumental de Michel’angelo Lambertini
As primeiras ideias para criação de um museu instrumental em Portugal terão partido do Rei D. Luís I e, um pouco mais tarde, de Alfredo Keil, detentor de uma importante coleção de instrumentos musicais. No entanto, seria o musicólogo Michel'angelo Lambertini quem verdadeiramente assumiria o desafio.
Em 1911, na sequência da implantação da República, Lambertini consegue fazer-se nomear pelo governo para iniciar a recolha de instrumentos musicais, partituras e peças de iconografia musical dispersos em edifícios públicos e religiosos, projeto a que se dedica com todo o entusiasmo. 
Contudo, rapidamente o musicólogo se depara com a falta de vontade da classe governante e, em 1913, um despacho oficial afasta-o das funções que vinha desempenhando. Re-equaciona então o projecto do museu, procurando a ajuda de particulares.
Em 1915, Teófilo Braga, então Presidente da República, assina um decreto que instituía, no edifício da Rua dos Caetanos, o Museu Instrumental do Conservatório. Lambertini é convidado a inventariar e organizar os objectos reunidos, sem qualquer vencimento, convite que aceita. Porém, o Museu não tinha instalações apropriadas nem a protecção orçamental indispensável.
Regressa, portanto, à ideia de criar o Museu Instrumental de Lisboa com a ajuda de particulares. Em 1916, recorre a António Carvalho Monteiro, também colecionador, para que adquirisse a coleção de Keil, em perigo de sair para o estrangeiro. Vende-lhe a sua própria coleção e propõe-lhe avançarem com o projeto em conjunto.
Carvalho Monteiro aceita e cede um espaço para acomodação dos espécimes num edifício da Rua do Alecrim, onde se reúnem o conjunto das coleções Lambertini, Alfredo Keil e Carvalho Monteiro. A recolha continuaria até à morte de ambos, em 1920, altura em que a coleção perfaz um número superior a 500 espécimes.
Com as mortes de Carvalho Monteiro e de Lambertini, o projeto de criação do museu instrumental fica adiado. Como consequência, o acervo reunido permanece nas caves do edifício na Rua do Alecrim até 1931.

### 1931-1971 - Museu Instrumental do Conservatório

Clavicórdio do século XVIII

Face ao valor da coleção reunida por Lambertini e ao seu abandono, o Estado procura adquiri-la com a intenção de fazer avançar o Museu Instrumental do Conservatório, criado por decreto em 1915. Tomás Borba, conservador do então Museu e Biblioteca do Conservatório Nacional, é encarregado de proceder à aquisição da coleção aos herdeiros de Carvalho Monteiro. Concluído este processo em 1931 esta é transferida para o Conservatório Nacional, então dirigido por Viana da Mota.
Mais tarde também os instrumentos que haviam pertencido ao rei D. Luís, e que se encontravam no Palácio da Ajuda, se juntam à coleção, bem como algumas peças vendidas durante o período de abandono na Rua do Alecrim, adquiridas em leilões pelo Conservatório Nacional.
O património do Museu Instrumental do Conservatório é enriquecido com importantes aquisições de instrumentos, partituras e outros materiais acessórios relacionados com música, alargando-se a recolha a instrumentos afro-asiáticos. É nesta altura que, pela primeira vez, se cria um espaço para exposições, ao mesmo tempo que se procede ao restauro de alguns instrumentos e se promove a sua utilização em recitais de música barroca.
A partir de 1946, com a reabertura do Conservatório após obras de melhoramento, o museu é inaugurado oficialmente, conhecendo um período de desenvolvimento da vertente museológica e da preocupação com o acesso por parte do público que se prolonga até 1971.

### 1971-1975 - Palácio Pimenta
No princípio da década de 70, o espaço ocupado pelo museu no Conservatório torna-se necessário, em virtude da criação de três novas escolas — Dança, Cinema e Educação pela Arte. Tendo em vista a possibilidade de possuir um espaço próprio, as 658 peças, que então constituíam a coleção, são transferidas, em 1971, para o Palácio Pimenta no Campo Grande que, mais tarde, viria a acolher o Museu da Cidade. Ali permanecem até 1975, em condições precárias. Nesse ano, por decisão de João de Freitas Branco, então Secretário de Estado da Cultura, e da Escola de Música do Conservatório, são novamente transferidas, desta vez para a Biblioteca Nacional.

### 1975-1991 - Biblioteca Nacional
Na Biblioteca Nacional o musicólogo Santiago Kastner é nomeado Diretor e dá início à inventariação dos espécimes. A partir de 1977, já sob a orientação do inspector Humberto d’Ávila, Diretor do Departamento de Musicologia, procede-se à aquisição de vários tipos de instrumentos, partituras, gravuras, pinturas, programas de concertos, etc. 
Apesar de alojado na Biblioteca Nacional o Museu volta a estar aberto ao público, mantendo a designação de Museu Instrumental do Conservatório.
Durante este período, comissões criadas discutem qual o melhor local para instalar o museu e acolher condignamente o seu acervo que continua a aumentar. Vários edifícios são apontados como hipótese, mas por várias razões nenhum deles viria a acolher o museu.

### 1991-1993 - Da Biblioteca Nacional ao Alto dos Moinhos
Em 1991, por decisão da Secretaria de Estado da Cultura, e correspondendo à vontade da direção da Biblioteca Nacional, alegando falta de espaço, as coleções são empacotadas e transferidas mais uma vez. Os instrumentos são embalados e enviados para o Palácio Nacional de Mafra, os registos sonoros para o Museu Nacional de Etnologia e a coleção de gravura para o Museu Nacional de Arte Antiga, permanecendo nas mesmas instalações apenas o acervo bibliográfico.

### 1993-2018 - Museu da Música
Com a assinatura, a 1 de Outubro de 1993, Dia Mundial da Música, de um protocolo, ao abrigo da lei do mecenato, entre o Instituto Português de Museus (atual Direcão-Geral do Património Cultural) e o Metropolitano de Lisboa, reúnem-se as condições para a instalação do Museu na estação de metro Alto dos Moinhos por um período de 20 anos (1993-2013).
Na sequência do protocolo assinado, iniciam-se as obras, sendo o Museu da Música inaugurado a 26 de Julho de 1994. Durante este período, o Museu desenvolve a sua atividade, apresentando com regularidade exposições temporárias, organizando eventos diversificados, dinamizando atividades de extensão cultural, estudando, inventariando e desenvolvendo as suas coleções…
Apesar da aparente normalidade, a natureza temporária da sua instalação no Alto dos Moinhos estaria sempre presente no horizonte, pelo que ao longo dos anos se renovam as discussões sobre qual deverá ser o seu futuro.
Em 2007, a propósito do PRACE (Programa de Reforma da Administração Central do Estado) discute-se a criação do Museu do Som, estrutura que deveria englobar o Museu da Música e um arquivo sonoro nacional e que ficaria responsável pelo Depósito legal de fonogramas. Com a mudança do titular da pasta da Cultura em Janeiro de 2008, esta ideia cai por terra.

### Mudança para Mafra
Em 2010, o então Secretário de Estado da Cultura, Elísio Sumavielle, anuncia, no Dia Internacional dos Museus, que o Museu da Música será transferido para o Convento de São Bento de Cástris, em Évora, num processo a decorrer até 2014.
Esta decisão seria revertida por outro secretário de Estado da Cultura (Jorge Barreto Xavier), em 2014, anunciando-se antes a instalação no Real Edifício de Mafra, o que deveria acontecer até novembro de 2017.
No final de 2013 assinalou-se a passagem dos 20 anos protocolados com o Metropolitano de Lisboa para permanência na estação Alto dos Moinhos. Face a esta situação, o protocolo é renovado por mais tempo.
As obras de seis milhões de euros para instalar o museu no Real Edifício de Mafra vão começar no dia 17 de julho de 2023, vão decorrer durante um ano e são financiadas pelo Plano de Recuperação e Resiliência.
No dia 2 de outubro de 2023, o Museu Nacional da Música fechou as portas ao público da Estação de Metro do Alto dos Moinhos, para preparar a mudança, prevista para outubro de 2024. 

## Missão e objetivos
É missão do Museu "salvaguardar, conservar, estudar, valorizar, divulgar e desenvolver os bens culturais do Museu, promovendo o património musicológico, fonográfico e organológico português, tendo em vista o incentivo à qualificação e divulgação da cultura musical portuguesa."